# Manfred Zieglgruber
Manfred Zieglgruber (* 19. August 1947 in Unterneukirchen; † 25. Mai 2014 in Altötting) war ein deutscher Eisstockschütze und Weltrekordhalter im Weitenwettbewerb.

## Laufbahn
Zieglgruber, gelernter Schlosser, war aktiv beim oberbayerischen Verein SV Unterneukirchen. Seine große Spezialität war das Weitschießen auf Eis, so konnte er in den Jahren 1969, 1971, 1973 und 1974 die deutsche Meisterschaft in diesem Wettbewerb für sich entscheiden. Seine größten Erfolge waren allerdings die beiden Titelgewinne bei den Eisstock-Europameisterschaften 1974 in Graz und 1975 im jugoslawischen Kranjska Gora, ebenfalls im Weitschießen.
Zieglgruber gehörte als 16-Jähriger zu den Mitbegründern des SV Unterneukirchen 1963.
Eine österreichische Zeitung verpasste ihm den Spitznamen Kraftlackl, wonach später ein Weitschießwettbewerb benannt wurde, den Zieglgruber mehrfach gewinnen konnte.
Am 9. Dezember 1989 gelang Zieglgruber bei einem Wettkampf auf dem Seeoner See der bis heute gültige Weltrekord im Weitschießen. Er erreichte dabei eine Weite von 566,53 m auf Eis, bei ca. minus vier Grad Celsius Außentemperatur. Mit 553,02 m liegt der Bayer Konrad Freiwang an zweiter Stelle der Bestenliste im Weitenwettbewerb. Diese Weite wurde am 9. Dezember 1989 ebenfalls am Seeoner See erzielt.
Zuletzt als Weitschießwart, Abteilungsleiter und Jugendbeauftragter in seinem Heimatverein SV Unterneukirchen tätig, verstarb Manfred Zieglgruber am 25. Mai 2014.